# Цинь Хайян
Цинь Хайян (кит. 覃海洋; род. 17 мая 1999, Чжучжоу, Хунань) — китайский пловец, олимпийский чемпион 2024 года, 6-кратный чемпион мира, двукратный чемпион мира на «короткой воде», многократный чемпион Азиатских игр.
Участвовал в соревнованиях по плаванию на дистанции 200 метров брассом на чемпионате мира 2018 года и завоевал серебряную медаль. На чемпионате мира по водным видам спорта 2023 года Цинь стал первым человеком в истории, который выиграл золото во всех трех
дисциплинах брасс на одном чемпионате, установив новые азиатские рекорды в каждой из дисциплин, а также став текущим обладателем мирового рекорда на дистанции 200 метров брассом.

## Лучшие результаты

### Бассейн 50 метров
| Дисциплина                 | Время   | Соревнование         | Дата             | Примечания |
| -------------------------- | ------- | -------------------- | ---------------- | ---------- |
| 50 м брасс                 | 26.20   | Чемпионат мира 2023  | 25 июля 2023     | НР, РА     |
| 100 м брасс                | 57.69   | Чемпионат мира 2023  | 24 июля 2023     | НР, РА     |
| 200 м брасс                | 2:05.48 | Чемпионат мира 2023  | 28 июля 2023     | НР, РА, РМ |
| 50 м баттерфляй            | 24.88   | Азиатские игры 2018  | 20 августа 2018  |            |
| 200 м комплексное плавание | 1:57.06 | Чемпионат мира 2017  | 27 июля 2017     |            |
| 400 м комплексное плавание | 4:16.16 | Чемпионат Китая 2020 | 27 сентября 2020 |            |

### Бассейн 25 метров
| Дисциплина               | Время   | Соревнование   | Дата            | Примечания |
| ------------------------ | ------- | -------------- | --------------- | ---------- |
| 50 м брасс               | 27.45   | Чемпионат мира | 13 декабря 2018 |            |
| 100 м брасс              | 58.29   | Чемпионат мира | 13 декабря 2018 |            |
| 200 м брасс              | 2.01.15 | Чемпионат мира | 13 декабря 2018 | НР         |
| 100 комплексное плавание | 57.18   | Кубок мира     | 11 ноября 2017  |            |

Условные обозначения: РМ — мировой рекорд; РА — азиатский рекорд; НР — национальный рекорд;